# Yob (gruppo musicale)
Gli Yob (stilizzato come YOB) sono un gruppo musicale doom metal statunitense originario dell'Oregon e attivo dal 1996 al 2006 e poi riformato nel 2008.

## Formazione
Membri attuali
- Mike Scheidt – voce, chitarra (1996–presente)
- Aaron Rieseberg – basso (2009–presente)
- Dave French – batteria (2023-presente)

Ex membri
- Lowell Iles – basso (1996-2001)
- Greg Ocon – batteria (1996-2001)
- Gabe Morley – batteria (2001–2003)
- Isamu Sato – basso (2001–2005)
- Travis Foster – batteria (2003–2005, 2008–2023)

## Discografia
Album in studio
- 2002 - Elaborations of Carbon (12th Records)
- 2003 - Catharsis (Abstract Sounds)
- 2004 - The Illusion of Motion (Metal Blade)
- 2005 - The Unreal Never Lived (Metal Blade)
- 2009 - The Great Cessation (Profound Lore)
- 2011 - Atma (Profound Lore)
- 2014 - Clearing the Path to Ascend (Neurot Recordings)
- 2018 - Our Raw Heart (Relapse)

Demo
- 2000 -  YOB

Splits
- 2012 - Label Showcase - Profound Lore Records (Scion Audio Visual)

Album dal vivo
- 2011 - Live at Roadburn 2010 (Roadburn records)
- 2014 - The Unreal Never Lived: Live at Roadburn 2012 (Roadburn records)
- 2020 - Pickathon 2019 - Live from the Galaxy Barn